# بشار عبد الله
بشار عبد الله سالم عبد العزيز (مواليد 12 أكتوبر 1977)، هو لاعب كرة قدم كويتي معتزل، يجيد اللعب كمهاجم وكصانع ألعاب.

## مسيرته الكروية
بدأ بشار عبد الله مسيرته مع كرة القدم في نادي السالمية في عام 1994، وفي أول مباراة لعبها مع النادي سجل ثلاثة أهداف وكانت ضد نادي خيطان، فبرز على الساحة الكويتية، وتم اختياره للمشاركة في كأس الخليج 1996 في سلطنة عمان، ولم يشارك في أي مباراة، وفي المباراة الأخيرة أمام منتخب قطر، دخل بشار عبد الله وسجل هدفا في مرمى قطر ليفوز منتخب الكويت في كأس الخليج 1996، وفي كأس الخليج 1998 قاد بشار عبد الله منتخب الكويت للفوز في الكأس مرة أخرى.
و قد كان هداف كأس الأمير 1997–98 برصيد 5 أهداف، وقد سجل هدف في نهائي كأس الأمير 2000–01.
و اعتزل بشار عبد الله اللعب الدولي في عام 2005 بعد خروج منتخب الكويت من تصفيات كأس العالم لكرة القدم 2006، وقد لعب بشار عبد الله 132 مباراة وسجل فيها 57 هدف.
و قد لعب بشار عبد الله للعديد من الأندية الخليجية ففي 29 نوفمبر 1998 إنضم بشار عبد الله إلى نادي الهلال السعودي مقابل 110 آلاف دولار أمريكي، وفي 20 ابريل 2000. إنضم بشار عبد الله إلى نادي العربي القطري ولعب له لمدة عشرة أيام ودفع له النادي القطري 30 ألف دولار أمريكي، وفي 11 يوليو 2001. إنضم بشار عبد الله إلى نادي الريان القطري بمبلغ وقدرة 310 ألف دولار أمريكي. وفي 4 ديسمبر 2002 إنضم بشار عبد الله إلى نادي العين الإماراتي ولعب لهم مباراة واحدة فقط، ولعب مع نادي الكويت في موسم 2004–05 لمدة ستة أشهر عن طريق الإعارة من نادي السالمية وبمبلغ وقدرة 70 ألف دينار كويتي (210 ألف دولار أمريكي).
في يوم 29 أكتوبر 2008 في مباراة نادي السالمية ونادي النصر الكويتي في الدوري الكويتي 2008–09 تحصل على بطاقة حمراء.
و حقق بشار عبد الله العديد من الإنجازات لنادي السالمية الكويتي، ففاز معهم بلقب الدوري الكويتي مرتين، وفاز بلقب كأس الأمير مرة واحدة، وكأس ولي العهد مرة واحدة وكأس الخرافي مرة واحدة.

### نادي الكويت (إعارة)
قام مدرب نادي السالمية باستبعاد اللاعب من الفريق ، وقد تقدم نادي العربي لضم اللاعب، وقد عرض النادي مبلغ 15 ألف دينار كويتي ، وقال رئيس نادي السالمية عبد الله الطريجي بأن مصير اللاعب سيحدده الجهاز الفني ، وفي يوم 5 يناير 2010 أعير اللاعب إلى نادي الكويت ، وقال عثمان الدوسري أمين السر المساعد في نادي السالمية بأن الانتقال تم برغبة اللاعب الشخصية.

## مسيرته الدولية
بدأ بشار عبد الله مسيرته مع منتخب الكويت لكرة القدم في 16 مارس 1996، وكانت مباراته الأولى أمام منتخب فنلندا لكرة القدم، واختتمها في 5 يونيو 2007، لعب مباراته الأخيرة مع المنتخب أمام منتخب مصر لكرة القدم، وقد لعب مع منتخب الكويت لكرة القدم في العديد من البطولات، فشارك في كأس الخليج 1996 وكأس الخليج 1998 وكأس الخليج 2002 وكأس الخليج 2003 وكأس الخليج 2004، ولعب في كأس آسيا 1996 وكأس آسيا 2000 وكأس آسيا 2004، أول هدف دولي سجله أمام منتخب سوريا لكرة القدم في تاريخ 23 مايو 1996، وكان أعلى عدد من الأهداف يسجله لمنتخب الكويت لكرة القدم في مباراة واحدة في مباراتهم مع منتخب بوتان لكرة القدم في 14 فبراير 2000، حيث سجل 8 أهداف، آخر هدف دولي سجله في مرمى منتخب مصر لكرة القدم في مباراته الدولية الأخيرة، وهو الهداف الأول في تاريخ منتخب الكويت لكرة القدم برصيد 76 هدف من 134 مباراة دولية.

### كأس الخليج
لعب بشار عبد الله 21 مباراة في بطولات كأس الخليج، وقد سجل بهم 7 أهداف، وشارك في كأس الخليج خسمة مرات، وقد حاز على لقب كأس الخليج مرتين، الأولى في عام 1996 و1998، والبطولة الوحيدة التي لم يسجل فيها كنت كأس الخليج 2002.

#### كأس الخليج 1996
و قد سجل هدف في مرمى منتخب قطر لكرة القدم.

#### كأس الخليج 1998
و قد سجل هدف في مرمى منتخب قطر لكرة القدم، وقد سجل هدف في مرمى منتخب عمان لكرة القدم.

#### كأس الخليج 2003
و قد سجل هدف في مرمى منتخب اليمن لكرة القدم، وقد سجل هدف في مرمى منتخب قطر لكرة القدم.

#### كأس الخليج 2004
و قد سجل هدف في مرمى منتخب اليمن لكرة القدم.

### كأس آسيا
لعب بشار عبد الله في كأس آسيا 13 مباراة، وسجل خلالها 3 أهداف، وقد شارك في كأس آسيا 1996 وكأس آسيا 2000 وكأس آسيا 2004، وكانت أفضل نتيجة للمنتخب في كأس آسيا 1996 حيث حصلوا على المركز الرابع، وقد سجل أهداف في البطولات الثلاث التي شارك بها.

#### كأس آسيا 1996
و قد سجل هدف في مرمى منتخب كوريا الجنوبية لكرة القدم.

#### كأس آسيا 2000
و قد سجل هدف في مرمى منتخب السعودية لكرة القدم.

#### كأس آسيا 2004
و قد سجل هدف في مرمى منتخب الإمارات لكرة القدم.

## قائمة الأهداف
الأهداف والنتائج مع منتخب الكويت الأول.
| الهدف | التاريخ        | المكان                                | الخصم                    | الهدف | النتيجة | المسابقة               |
| ----- | -------------- | ------------------------------------- | ------------------------ | ----- | ------- | ---------------------- |
| 1     | 23 مايو 1996   | مدينة الكويت                          | سوريا                    | ؟     | 3–1     | ودية                   |
| 2     | 28 أكتوبر 1996 | مجمع السلطان قابوس الرياضي، مسقط      | قطر                      | 1–0   | 2–1     | كأس الخليج 1996        |
| 3     | 22 نوفمبر 1996 | مدينة الكويت                          | مالي                     | 1–0   | 4–2     | ودية                   |
| 4     | 22 نوفمبر 1996 | مدينة الكويت                          | مالي                     | 4–0   | 4–2     | ودية                   |
| 5     | 10 ديسمبر 1996 | ستاد مدينة زايد الرياضية، أبوظبي      | كوريا الجنوبية           | 2–0   | 2–0     | كأس آسيا 1996          |
| 6     | 18 فبراير 1997 | مدينة الكويت                          | مصر                      | ؟     | 2–0     | ودية                   |
| 7     | 18 مارس 1997   | مدينة الكويت                          | البحرين                  | ؟     | 3–1     | ودية                   |
| 8     | 18 مارس 1997   | مدينة الكويت                          | البحرين                  | ؟     | 3–1     | ودية                   |
| 9     | 27 مايو 1997   | مدينة الكويت                          | زامبيا                   | ؟     | 2–1     | ودية                   |
| 10    | 5 يونيو 1997   | مدينة الكويت                          | سنغافورة                 | 4–0   | 4–0     | تصفيات كأس العالم 1998 |
| 11    | 5 سبتمبر 1997  | مدينة الكويت                          | مالي                     | ؟     | 8–1     | ودية                   |
| 12    | 5 سبتمبر 1997  | مدينة الكويت                          | مالي                     | ؟     | 8–1     | ودية                   |
| 13    | 14 سبتمبر 1997 | الرياض، ملعب الملك فهد الدولي         | السعودية                 | 1–0   | 1–2     | تصفيات كأس العالم 1998 |
| 14    | 19 سبتمبر 1997 | ملعب جاسم بن حمد، الدوحة              | قطر                      | 2–0   | 2–0     | تصفيات كأس العالم 1998 |
| 15    | 17 أكتوبر 1997 | مدينة الكويت                          | السعودية                 | 1–1   | 2–1     | تصفيات كأس العالم 1998 |
| 16    | 26 سبتمبر 1998 | ملعب جاسم بن حمد، الدوحة              | سوريا                    | 2–0   | 4–0     | كأس العرب 1998         |
| 17    | 1 أكتوبر 1998  | ملعب جاسم بن حمد، الدوحة              | الإمارات العربية المتحدة | 2–1   | 4–1     | كأس العرب 1998         |
| 18    | 1 أكتوبر 1998  | ملعب جاسم بن حمد، الدوحة              | الإمارات العربية المتحدة | 3–1   | 4–1     | كأس العرب 1998         |
| 19    | 1 أكتوبر 1998  | ملعب جاسم بن حمد، الدوحة              | الإمارات العربية المتحدة | 4–1   | 4–1     | كأس العرب 1998         |
| 20    | 13 أكتوبر 1998 | مدينة الكويت                          | إيران                    | ؟     | 3–0     | ودية                   |
| 21    | 2 نوفمبر 1998  | ستاد البحرين الوطني، الرفاع           | قطر                      | 4–2   | 6–2     | كأس الخليج العربي 14   |
| 22    | 9 نوفمبر 1998  | ستاد البحرين الوطني، الرفاع           | عمان                     | 3–0   | 5–0     | كأس الخليج العربي 14   |
| 23    | 31 يناير 2000  | مدينة الكويت                          | سوريا                    | 1–0   | 4–0     | ودية                   |
| 24    | 31 يناير 2000  | مدينة الكويت                          | سوريا                    | 2–0   | 4–0     | ودية                   |
| 25    | 31 يناير 2000  | مدينة الكويت                          | سوريا                    | 3–0   | 4–0     | ودية                   |
| 26    | 10 فبراير 2000 | مدينة الكويت                          | تركمانستان               | 2–0   | 6–1     | تصفيات كأس آسيا 2000   |
| 27    | 10 فبراير 2000 | مدينة الكويت                          | تركمانستان               | 4–0   | 6–1     | تصفيات كأس آسيا 2000   |
| 28    | 14 فبراير 2000 | مدينة الكويت                          | بوتان                    | 2–0   | 20–0    | تصفيات كأس آسيا 2000   |
| 29    | 14 فبراير 2000 | مدينة الكويت                          | بوتان                    | 5–0   | 20–0    | تصفيات كأس آسيا 2000   |
| 30    | 14 فبراير 2000 | مدينة الكويت                          | بوتان                    | 8–0   | 20–0    | تصفيات كأس آسيا 2000   |
| 31    | 14 فبراير 2000 | مدينة الكويت                          | بوتان                    | 10–0  | 20–0    | تصفيات كأس آسيا 2000   |
| 32    | 14 فبراير 2000 | مدينة الكويت                          | بوتان                    | 11–0  | 20–0    | تصفيات كأس آسيا 2000   |
| 33    | 14 فبراير 2000 | مدينة الكويت                          | بوتان                    | 12–0  | 20–0    | تصفيات كأس آسيا 2000   |
| 34    | 14 فبراير 2000 | مدينة الكويت                          | بوتان                    | 16–0  | 20–0    | تصفيات كأس آسيا 2000   |
| 35    | 14 فبراير 2000 | مدينة الكويت                          | بوتان                    | 20–0  | 20–0    | تصفيات كأس آسيا 2000   |
| 36    | 18 فبراير 2000 | مدينة الكويت                          | نيبال                    | 1–0   | 5–0     | تصفيات كأس آسيا 2000   |
| 37    | 18 فبراير 2000 | مدينة الكويت                          | نيبال                    | 2–0   | 5–0     | تصفيات كأس آسيا 2000   |
| 38    | 18 فبراير 2000 | مدينة الكويت                          | نيبال                    | 3–0   | 5–0     | تصفيات كأس آسيا 2000   |
| 39    | 18 فبراير 2000 | مدينة الكويت                          | نيبال                    | 4–0   | 5–0     | تصفيات كأس آسيا 2000   |
| 40    | 18 فبراير 2000 | مدينة الكويت                          | نيبال                    | 5–0   | 5–0     | تصفيات كأس آسيا 2000   |
| 41    | 25 يونيو 2000  | ملعب طرابلس البلدي، طرابلس            | لبنان                    | ؟     | 1–3     | ودية                   |
| 42    | 30 سبتمبر 2000 | مدينة الكويت                          | تايلاند                  | ؟     | 3–2     | ودية                   |
| 43    | 24 أكتوبر 2000 | ملعب مدينة كميل شمعون الرياضية، بيروت | السعودية                 | 1–1   | 2–3     | كأس آسيا 2000          |
| 44    | 23 يناير 2001  | ملعب راجامانغالا، بانكوك              | تايلاند                  | 4–1   | 4–5     | ودية                   |
| 45    | 6 فبراير 2001  | الملعب الوطني، سنغافورة               | سنغافورة                 | 1–0   | 1–1     | تصفيات كأس العالم 2002 |
| 46    | 31 ديسمبر 2001 | مدينة الكويت                          | سوريا                    | 1–1   | 2–2     | ودية                   |
| 47    | 5 يناير 2002   | مدينة الكويت                          | زيمبابوي                 | 1–0   | 3–0     | ودية                   |
| 48    | 30 مايو 2002   | مدينة الكويت                          | إيران                    | ؟     | 1–3     | ودية                   |
| 49    | 23 ديسمبر 2002 | مدينة الكويت                          | الأردن                   | 1–2   | 1–2     | كأس العرب 2002         |
| 50    | 25 ديسمبر 2002 | مدينة الكويت                          | فلسطين                   | 2–3   | 3–3     | كأس العرب 2002         |
| 51    | 25 ديسمبر 2002 | مدينة الكويت                          | فلسطين                   | 3–3   | 3–3     | كأس العرب 2002         |
| 52    | 14 سبتمبر 2003 | ملعب محمد الحمد، حولي                 | قطر                      | 1–1   | 2–1     | تصفيات كأس آسيا 2004   |
| 53    | 27 سبتمبر 2003 | ملعب محمد الحمد، حولي                 | سنغافورة                 | 1–0   | 4–0     | تصفيات كأس آسيا 2004   |
| 54    | 27 سبتمبر 2003 | ملعب محمد الحمد، حولي                 | سنغافورة                 | 4–0   | 4–0     | تصفيات كأس آسيا 2004   |
| 55    | 8 أكتوبر 2003  | ملعب محمد الحمد، حولي                 | فلسطين                   | 1–0   | 4–0     | تصفيات كأس آسيا 2004   |
| 56    | 8 أكتوبر 2003  | ملعب محمد الحمد، حولي                 | فلسطين                   | 4–0   | 4–0     | تصفيات كأس آسيا 2004   |
| 57    | 2 ديسمبر 2003  | مدينة الكويت                          | إيران                    | 1–0   | 3–1     | ودية                   |
| 58    | 2 ديسمبر 2003  | مدينة الكويت                          | إيران                    | 2–0   | 3–1     | ودية                   |
| 59    | 20 ديسمبر 2003 | ملعب ستيليوس كيرياكيدس، بافوس         | لاتفيا                   | 2–0   | 2–0     | ودية                   |
| 60    | 1 يناير 2004   | استاد الصداقة والسلام، مدينة الكويت   | اليمن                    | 2–0   | 4–0     | كأس الخليج 2003        |
| 61    | 8 يناير 2004   | استاد الصداقة والسلام، مدينة الكويت   | قطر                      | 1–0   | 1–2     | كأس الخليج 2003        |
| 62    | 19 يوليو 2004  | ملعب شاندونغ الإقليمي، جينان          | الإمارات العربية المتحدة | 1–0   | 3–1     | كأس آسيا 2004          |
| 63    | 3 أكتوبر 2004  | ملعب طرابلس البلدي، طرابلس            | لبنان                    | 1–0   | 3–1     | ودية                   |
| 64    | 5 نوفمبر 2004  | مدينة الكويت                          | الهند                    | 2–1   | 2–3     | ودية                   |
| 65    | 10 نوفمبر 2004 | مدينة الكويت                          | قرغيزستان                | ؟     | 3–0     | ودية                   |
| 66    | 17 نوفمبر 2004 | استاد الصداقة والسلام، مدينة الكويت   | ماليزيا                  | 2–1   | 6–1     | تصفيات كأس العالم 2006 |
| 67    | 17 نوفمبر 2004 | استاد الصداقة والسلام، مدينة الكويت   | ماليزيا                  | 3–1   | 6–1     | تصفيات كأس العالم 2006 |
| 68    | 6 ديسمبر 2004  | مدينة الكويت                          | طاجيكستان                | 1–0   | 3–0     | ودية                   |
| 69    | 17 ديسمبر 2004 | ملعب جاسم بن حمد، الدوحة              | اليمن                    | 1–0   | 3–0     | كأس الخليج 2004        |
| 70    | 17 ديسمبر 2004 | ملعب جاسم بن حمد، الدوحة              | اليمن                    | 3–0   | 3–0     | كأس الخليج 2004        |
| 71    | 22 يناير 2005  | مدينة الكويت                          | النرويج                  | 1–0   | 1–1     | ودية                   |
| 72    | 25 مارس 2005   | استاد الصداقة والسلام، مدينة الكويت   | أوزبكستان                | 1–0   | 2–1     | تصفيات كأس العالم 2006 |
| 73    | 25 مارس 2005   | استاد الصداقة والسلام، مدينة الكويت   | أوزبكستان                | 2–0   | 2–1     | تصفيات كأس العالم 2006 |
| 74    | 17 أغسطس 2006  | ملعب باختاكور المركزي، طشقند          | أوزبكستان                | 2–0   | 2–3     | تصفيات كأس العالم 2006 |
| 75    | 12 يونيو 2007  | مدينة الكويت                          | مصر                      | ؟     | 1–1     | ودية                   |

## وصلات خارجية
- أهداف بشار عبد الله الدولية
- بشار عبد الله على موقع الاتحاد الدولي (مؤرشف)  (الإنجليزية)
- بشار عبد الله على موقع ناشيونال فوتبول تيمز (الإنجليزية)
- بشار عبد الله على موقع Soccerway.com (الإنجليزية)
- بشار عبد الله على موقع أوليمبيديا (الإنجليزية)